# Tonny Albert Springer
Tonny Albert Springer, souvent cité sous la forme T. A. Springer (né le 13 février 1926 à La Haye ; mort le 7 décembre 2011 à Zeist), est un mathématicien néerlandais, spécialisé en algèbre.

## Biographie
Springer étudie à l'université de Leyde à partir de 1945 ; il y obtient son doctorat en 1951 sous la direction d'Hendrik Kloosterman (Over symplectische Transformaties). Il est post-doctorant  à l'Université de Nancy en 1951-1952, puis il est à nouveau à l'Université de Leyde et, à partir de 1955 à l'université d'Utrecht, où il obtient un poste de professeur titulaire en 1959. Il est émérite en 1991. 
Springer est notamment chercheur invité à l'université de Göttingen (1963), à l'Institute for Advanced Study (1961-62, 1969, 1983), à l'IHES (1964, 1973, 1975, 1983), au Tata Institute of Fundamental Research (1968, 1980), à l'Université de Californie à Los Angeles (1965-66), à l'Université nationale australienne et à l'Université de Sydney, à l'Université de Rome Tor Vergata, à l'Université de Bâle, à l'Institut Erwin Schrödinger de Vienne et à l'Université de Paris VI, à la Université des sciences et technologies de Hong Kong (2007), au Mathematical Sciences Research Institute (2008). 
Springer a travaillé particulièrement sur les groupes algébriques linéaires, et les « représentations de Springer » du groupe de Weyl portent son nom.

## Distinctions et honneurs
Springer est membre de l'Académie royale néerlandaise des arts et des sciences depuis 1964. En 1962, il donne une brève conférence au Congrès international des mathématiciens de Stockholm (Twisted composition algebras) sans figurer dans la liste des conférenciers invités, et en 2006 il est conférencier invité à l'ICM de Madrid (Some results on compactifications of semisimples groups). En 1989, il est élu membre de l'Academia Europaea.
Il est directeur de thèse d'Arjeh Cohen et Gerrit van Dijk.
Un numéro spécial des Indagationes Mathematicae, paru en janvier 2022, est dédié à la mémoire de T. A. Springer.

## Publications
- Tonny A. Springer, Jordan algebras and algebraic groups, Springer-Verlag, coll. « Classics in Mathematics », 1998 (ISBN 3-540-63632-3).  Réimpression de l'édition de 1973.
- Tonny A. Springer et Ferdinand D. Veldkamp, Octonions, Jordan Algebras, and Exceptional Groups, Berlin, Springer, coll. « Springer Monographs in Mathematics », 2000 (ISBN 3-540-66337-1)
- Tonny A. Springer, Linear algebraic groups, Birkhäuser, 1998, 2e éd. (ISBN 978-0-8176-4021-7); 1st edition, 1981[3].
- Tonny A. Springer, Invariant theory, vol. 585, Springer-Verlag, coll. « Lecture Notes in Mathematics », 1977[4].

## Article lié
- Correspondance de Springer